# ドナルドのサインマニア
『ドナルドのサイン狂』（ドナルドのサインきょう）または『ドナルドのサインマニア』（原題：The Autograph Hound）は、ウォルト・ディズニー・プロダクション（現：ウォルト・ディズニー・カンパニー）が製作した1939年9月1日公開のアニメーション短編映画作品。
ドナルドダック・シリーズの第17作である。

## あらすじ
警備員の目を掻い潜り、各著名人のサインを集めようとするドナルドであったが・・・。

## スタッフ
- 製作：ウォルト・ディズニー
- 監督：ジャック・キング

## その他
- この作品からドナルドの帽子が白から青に変わる。
- 劇中に登場する有名人は1930年代アメリカで活躍していた実在のテレビスターやアスリートである。
ドナルドが出会う順に、グレタ・ガルボ、ミッキー・ルーニー、ソニア・ヘニー、リッツ兄弟、シャーリー・テンプル
そのほかにもたくさんの著名人が登場している。
これらの著名人の声は声優が演じているが、ソニア・ヘニーのみ本人が演じている。

## キャスト
| キャラクター   | 原語版               | 旧吹き替え版 | 新吹き替え版 |
| -------------- | -------------------- | ------------ | ------------ |
| ドナルドダック | クラレンス・ナッシュ | 関時男       | 山寺宏一     |
| 警備員         | ビリー・ブレッチャー | 江原正士     | 塚田正昭     |
| ナレーション   | -                    | 土井美加     | -            |

## 日本での公開

### 収録
- 『ドナルドダック・クロニクル Vol.1 限定保存版』（DVD、ブエナ・ビスタ・ホーム・エンターテイメント、新吹き替え版）